# Mircea Mustață
Mircea Immanuel Mustață (né en 1971 en Roumanie) est un mathématicien roumain, spécialiste de géométrie algébrique. Il est professeur à l'université du Michigan à Ann Arbor depuis 2008.

## Biographie
Mustață obtient un diplôme de licence à l'université de Bucarest en 1995 et une maîtrise en 1996 ; en 2001 il soutient un Ph.D. à l'université de Californie à Berkeley sous la supervision de David Eisenbud avec une thèse intitulée Singularities and Jet Schemes. Il est chercheur postdoctoral à l'université Nice-Sophia-Antipolis (automne 2001), à l'Institut Isaac Newton (printemps 2002), et à l'université Harvard (2002–2004); de 2001 à 2004 il est Clay Research Fellow. En 2004 il devient professeur associé à l'université du Michigan à Ann Arbor et en 2008 professeur titulaire à cette même université.
En automne 2006, il travaille à l'Institute for Advanced Study. De 2006 à 2011 il bénéficie d'une  bourse Packard (Packard Fellowship).

## Honneurs et distinctions
Mustață est conférencier invité au congrès européen de mathématiques en 2004 à Stockholm ; il est aussi conférencier invité au congrès international des mathématiciens en 2006 à Madrid (avec Lawrence Ein) « Invariants of singularities of pairs » et à nouveau en 2014 à Séoul.

## Recherche
Les thèmes de recherche de Mustață couvrent un large éventail de domaines de géométrie algébrique, notamment : divers invariants de singularités de variétés algébriques, tel que la log-discrépance minimale, idéaux multiplicateurs (en), polynômes de Bernstein-Sato, résolution de singularités, schémas de jet (jet schemes), D-modules, géométrie birationnelle, et variétés toriques.
Parmi les élèves de Mustață, il y a June Huh.

## Publications (sélection)
- Lawrence Ein et Mircea Mustață, « Invariants of singularities of pairs », dans Proceedings of the International Congress of Mathematicians, vol. 2, Madrid, European Mathematical Society, 2006 (arXiv math/0604601), p. 583-602
- Lawrence Ein, Robert Lazarsfeld, Mircea Mustață, Michael Nakamaye et Mihnea Popa, « Asymptotic invariants of base loci », Annales de l'Institut Fourier, vol. 56,‎ 2006, p. 1701-1734 (arXiv math/0308116)
- Lawrence Ein et Mircea Mustață, « Jet schemes and singularities », dans Algebraic geometry—Seattle 2005. Part 2, vol. 80, Providence, RI, American Mathematical Society, coll. « Proceedings of Symposia in Pure Mathematics », 2009 (DOI 10.1090/pspum/080.2/2483946, MR 2483946, arXiv math/0612862), p. 505-546
- Nero Budur, Mircea Mustață et Morihiko Saito, « Bernstein-Sato polynomials of arbitrary varieties », Compositio Mathematica, vol. 142,‎ 2006, p. 779-797 (arXiv math/0408408)
- Mircea Mustață et Sam Payne, « Ehrhart polynomials and stringy Betti numbers », Mathematische Annalen, vol. 333, no 4,‎ 2005, p. 787-795 (arXiv math/0504486)
- Mircea Mustață, Shunsuke Takagi et Kei-ichi Watanabe, « F-thresholds and Bernstein-Sato polynomials », dans Ari Laptev (éditeur), European Congress of Mathematics, Stockholm, European Mathematical Society, 2004 (ISBN 978-3-03719-009-8, arXiv math/0411170), p. 341-364
- Lawrence Ein et Mircea Mustațǎ, « Inversion of adjunction for local complete intersection varieties », American Journal of Mathematics, vol. 126,‎ 2004, p. 1355-1365 (arXiv math/0301164)
- Mircea Mustațǎ et Mihnea Popa, Hodge ideals, Providence, RI, American Mathematical Society, coll. « Memoirs of the American Mathematical Society » (no 1268), 2019, v + 80 p. (ISBN 978-1-4704-3781-7, zbMATH 1442.14004, arXiv 1605.08088).